# Charles-Louis Du Pin
Pour les articles homonymes, voir Dupin.
Charles-Louis Du Pin (1814-1868), né le 28 décembre 1814 à Lasgraisses (Tarn) et décédé le 3 octobre 1868  à Montpellier (Hérault), est un colonel français, archétype du militaire français intrépide du XIXe siècle avec 19 campagnes et 34 ans de service dont près de 5 au Mexique.

## Biographie

### Origines familiales
Charles Louis Désiré Du Pin, aussi orthographié de Dupin, naît le 28 décembre 1814 à Lasgraisses (Tarn). Il est le fils de Pierre Paul Charles Louis de Dupin (1769-1823), maire de Lasgraisses de 1814 à 1825, et de Marie-Sophie de Genton de Villefranche qu'il a épousée le 18 juin 1812 à Amarens (Tarn).

### Formation
Du Pin obtient un baccalauréat littéraire à 17 ans et est envoyé à Paris où il prépare le concours d'entrée à l'École polytechnique. Il est reçu 63e sur 121 au concours de 1834 et sort sous-lieutenant deux ans plus tard avec le même rang. Il parfait son instruction militaire à l'école d'application du Corps royal d'état-major qu'il rejoint le 1er janvier 1837 et après deux ans de cours en sort second. Le 23 janvier 1839 il est nommé lieutenant du corps d'état-major.
Le 4 février suivant, il débute ses stages réglementaires au 18e de ligne. À partir du 1er mars, il est employé aux travaux de la carte de France et devient un des topographes les plus qualifiés de l'armée ; les cartes qu'il dresse en Algérie, Chine et Japon font toujours autorité de nos jours. Promu au grade de capitaine le 2 décembre 1842, il poursuit le 20 janvier 1843 ses stages au 33e de ligne.

### Campagnes algériennes
Le 10 avril 1843, Du Pin s'embarque à 29 ans avec son régiment pour l'Algérie où il participe, le 16 mai 1843, à la prise de la smala d'Abd el-Kader ; il y sauve d'une mort certaine le lieutenant-colonel Morris, commandant du 4e régiment de chasseurs d'Afrique. Cet acte de bravoure lui vaut d'être cité par le duc d'Aumale et fait de lui un des personnages du tableau d’Horace Vernet qui immortalise le combat,.
Du Pin rentre d'Algérie le 20 décembre 1843 et y repart le 20 janvier 1844 pour un séjour de trois ans. Il est cité une seconde fois, par le Maréchal Bugeaud, le 28 octobre 1844, après le combat de Flissas El Bahr. Il est fait chevalier de la Légion d'honneur le 27 novembre 1844. Le 5 avril 1845 il est affecté au 2e régiment de cuirassiers et est maintenu dans son poste jusqu'au 28 août suivant ; il passe alors au 1er régiment de chasseurs d'Afrique. Il est cité à l'ordre par le colonel Camon, le 7 mars 1846, après le combat de Ben Nahr, et par le général Yusuf, le 13 mars, après celui de Mengren.
Rentré d'Algérie le 2 avril 1847, Du Pin est affecté, le 11 août suivant, au 8e régiment de chasseurs. Il se fait mettre en disponibilité le 31 mars 1848 et reprend son service le 10 mai suivant, à l'état-major de la 4e division d'infanterie de réserve de l'armée des Alpes. Le 11 novembre 1848, il est nommé aide de camp du général Marey-Monge, commandant de la 5e division d'infanterie de l'armée des Alpes.
À nouveau en disponibilité le 20 décembre 1849, il reprend son poste, le 5 février 1850, auprès du général Marey-Monge, qui vient d'être nommé commandant de la 13e division militaire à Clermont-Ferrand. Il est promu au grade de chef d'escadron le 22 décembre 1851, et est maintenu dans son emploi jusqu'au 26 juin 1852. Il est alors détaché auprès du général Lafontaine, inspecteur général d'infanterie pour l'année 1852.
Mis en disponibilité le 31 décembre 1852, il revient en activité le 15 avril 1853 à l'état-major de la 10e division et dès le 21 mai 1853, il est mis à la disposition du gouverneur général de l'Algérie. Sur place, il prend part à l'expédition des zouaves du général Randon et ses états de service lui valent la rosette d'officier de la Légion d'honneur le 29 juillet 1854 et une nouvelle citation, le 13 août 1854.

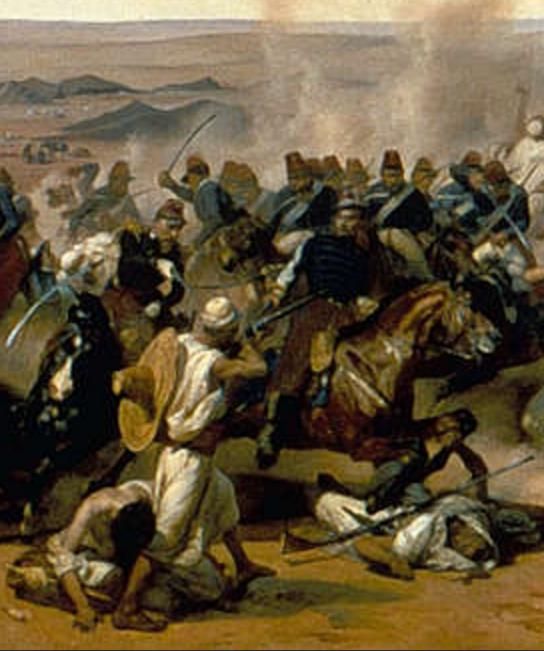
Le capitaine Du Pin sauve d'une mort certaine le lieutenant-colonel Morris[Note 4]
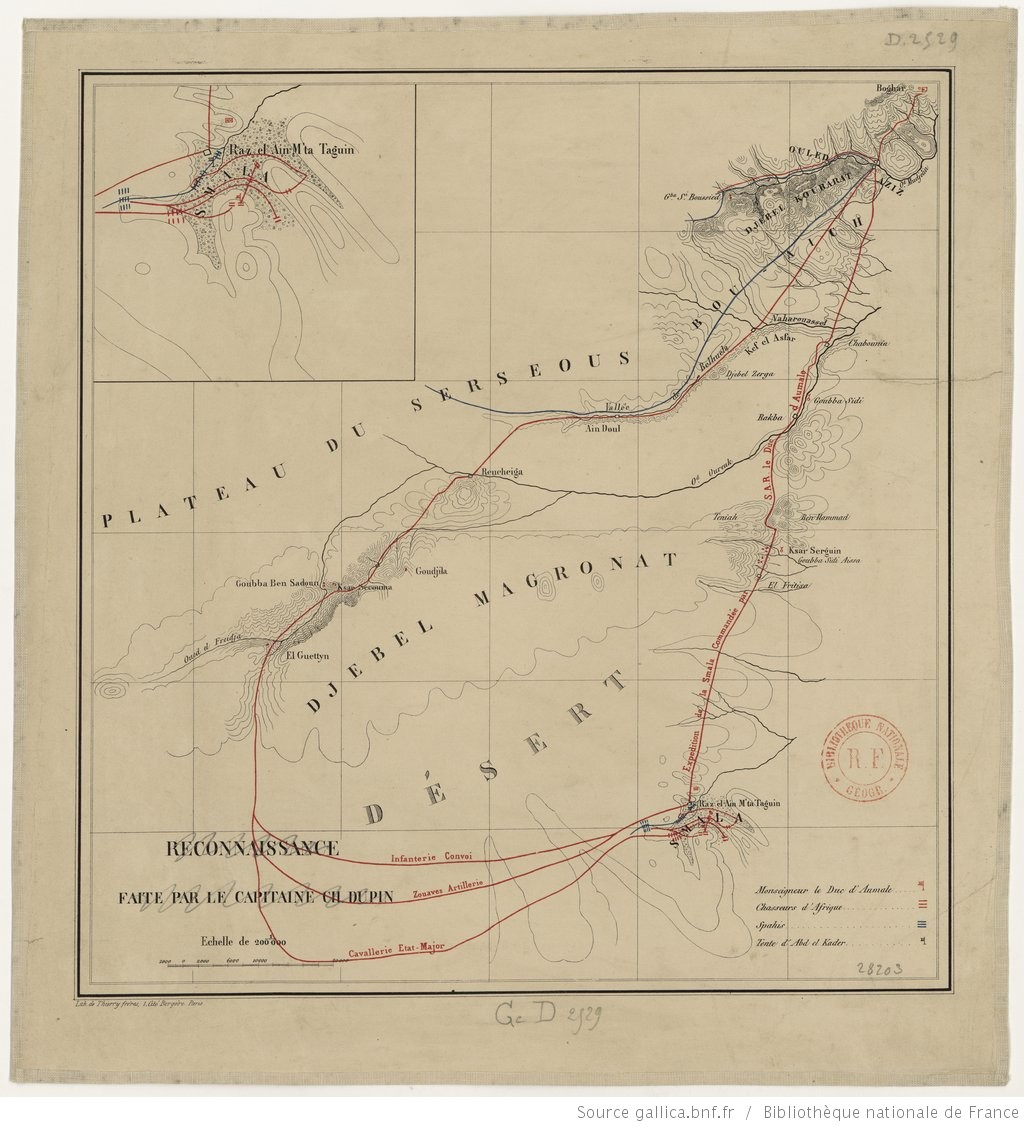
Reconnaissance faite par le capitaine Du Pin dans le désert algérien

### Campagnes de Crimée et d'Italie
Du Pin est attaché à l'état-major général du camp du Midi le 29 juillet 1854 et passe le 9 novembre suivant à l'état-major de la 1re division d'infanterie du camp du Midi, devenue ensuite 7e division puis 4e division du 2e corps de l'armée d'Orient avec laquelle il part en Crimée. Il y exerce successivement les fonctions de chef d'état-major de la 1re division du 2e corps de l'armée d'Orient (4 août 1855), chef d'état-major de la 1re division du 3e corps de l'armée d'Orient (28 août 1855), chef d'état-major de la 1re division du 4e corps de l'armée d'Orient (8 septembre 1855), chef d'état-major de la 7e division d'infanterie du 2e corps de l'armée d'Orient (20 octobre 1855) ; le 19 septembre 1855, à l'âge de 40 ans, il est promu au grade de lieutenant-colonel.
Rentré de Crimée, il est nommé le 20 juin 1856 chef d'état-major de la 3e division d'infanterie de l'armée de Lyon, mais, à la suite d'une accumulation de dettes dans des mess, maisons de jeu ou établissements spéciaux, il est muté en Corse comme chef d'état-major de la 17e division militaire (29 novembre 1856).
À partir du 27 avril 1859, Du Pin prend part à la campagne d'Italie comme chef d'état-major de la division de cavalerie du 1er corps de l'armée d'Italie.

### Campagne de Chine
De retour en France, Du Pin devient chef d'état-major de la 7e division à Besançon (8 septembre 1859). Il est nommé le 17 novembre 1859 chef du service topographique du corps expéditionnaire de Chine et embarque le 5 décembre pour la Chine ; il est cité par le général de Montauban pour la prise des forts du Peï-Ho le 21 août 1860.

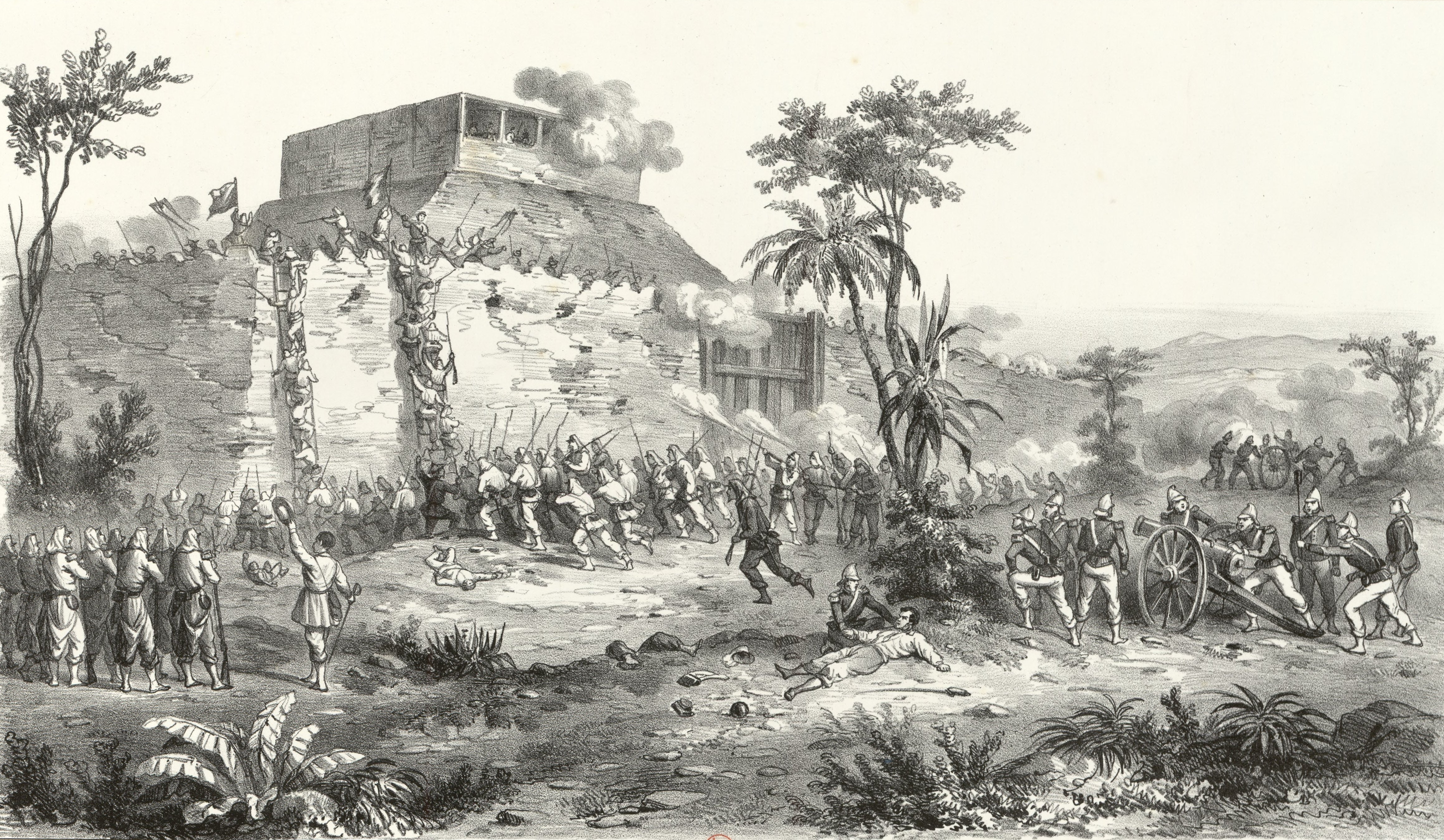
Prise des forts du Peï-Ho le 21 août 1860

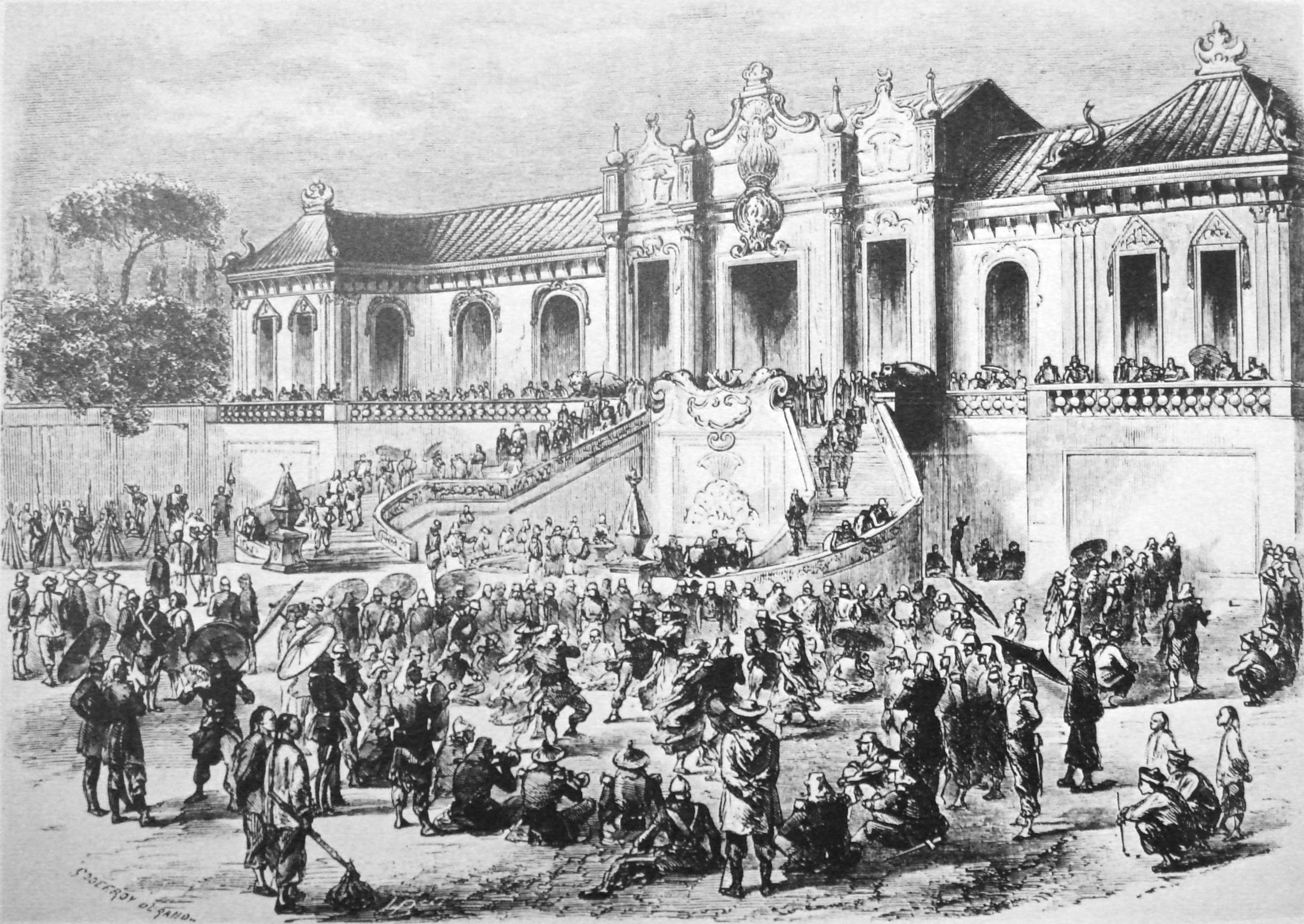
Pillage de l'ancien palais d'été par les troupes franco-britanniques en 1860 durant la seconde guerre de l'opium.

Le 6 octobre 1860, il escalade les murs du palais d'été de Pékin, avec quelques hommes, permettant ainsi aux alliés d'entrer sans combat. Il est promu au grade de colonel le 7 novembre 1860. En janvier 1861, il obtient l'autorisation de se rendre au Japon où il voyage pendant quatre mois en compagnie du journaliste Antoine Fauchery ; de ce séjour, il tire un livre publié en 1868 Le Japon : mœurs, coutumes, description, géographie, rapport avec les Européens,.
De retour en France, il est confirmé colonel le 4 janvier 1861 et affecté provisoirement au dépôt de la guerre à Paris le 7 août 1861. Il se heurte fortement au chef d'état-major du corps expéditionnaire de Chine et est même soupçonné d'avoir fourni, au retour, des documents officiels à Paul Varin pour son ouvrage Expédition de Chine, qui présente une analyse foncièrement différente du rapport officiel rédigé six mois plus tôt. Aussi, le 11 janvier 1862, il est muté disciplinairement comme chef détat-major du 4e corps d'armée à Lyon.
Du Pin y fait à nouveau parler de lui pour une sombre affaire de vente d'objets chinois. En effet, il a rapporté de nombreux objets de la mise à sac du Palais d'été, à Pékin, par les troupes franco-britanniques. Mais, amateur de femmes, grand buveur et joueur, il doit vendre cette collection pour payer ses dettes ; l'annonce de la vente publique à l'hôtel Drouot, qu'il fait paraître dans les journaux au moment où des accusations de pillages sont portées contre le général de Montauban, cause un tel scandale que Napoléon III en personne, à qui le ministre de la Guerre soumet le dossier, décide de le placer en non activité par retrait d'emploi, le 17 février 1862,.

### Campagnes du Mexique

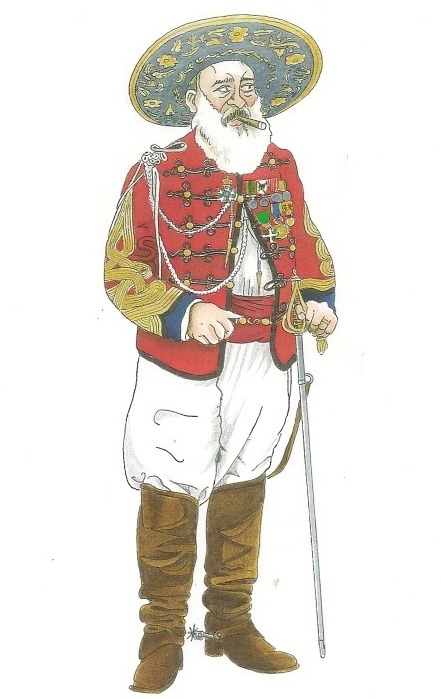
Colonel Charles Du Pin, commandant des contre-guérillas

Du Pin n'est pas homme à s'apitoyer sur son sort alors que la France se lance dans une expédition au Mexique. Usant de ses relations, il obtient, sur décision ministérielle du 15 août 1862, d'être rappelé à l'activité et détaché auprès du général Almonte, chargé de l'organisation de l'armée impériale mexicaine ; le 25 août, il s'embarque à Cherbourg. Désœuvré du fait du total désintérêt que porte ce général à l'organisation de l'armée, Du Pin fait le siège de ses camarades qui composent l'état-major du général Forey, commandant en chef du corps expéditionnaire, à Orizaba.
Au même moment, la guérilla prend corps et le corps expéditionnaire tient difficilement le terrain entre la côte et le point clé de la route de Mexico que représente Puebla ; une contre-guérilla, d'origine privée et de recrutement international, s'organise et parvient à assurer la sécurité extérieure du port de Veracruz. Ses succès militaires sont pourtant inexploitables par manque de coordination entre son chef, le suisse Charles de Stoëcklin,, et les officiers français responsables de la région. Cette situation conduit le général Forey à rechercher un officier français capable de développer, d'unifier et de coordonner les différentes contre-guérillas existantes dans le cadre du dispositif de sûreté des approvisionnements du corps expéditionnaire.
Le général Forey est séduit par la personnalité et l'efficacité du colonel Du Pin et lui confie le commandement de la contre-guérilla dans les Terres chaudes (Tierra caliente), zone comprise entre la Soledad (es) à l'Ouest et Veracruz à l'Est avec mission de « poursuivre à outrance les bandits des Terres chaudes et purger le pays ». Le 20 février 1863, Du Pin rejoint son quartier-général à Medellin (es) et prend le commandement de sa troupe, unité semi-régulière comprenant une centaine d'hommes de onze nationalités différentes, équipés et payés par l'armée française. Il la réorganise totalement en faisant passer l'effectif à 650 hommes, ce qui lui permet d'opérer avec deux colonnes mixtes de 250 hommes chacune, tout en assurant la sûreté de son cantonnement.
Cette nouvelle organisation tactique permet à la contre-guérilla, initialement cantonnée dans un rôle de couverture de Veracruz face au Sud, de prendre une part active à la sécurité des convois dans les Terres
chaudes. En mars 1863, partant de Medellin avec un escadron mixte, Du Pin parvient à surprendre le centre de guérilla de Tlaliscoya à 80 kilomètres de sa base, après deux jours de marche. Après la destruction de la compagnie Danjou à Camerone le 30 avril 1863, Du Pin tient garnison à la Soledad et relève le régiment étranger dans une partie de sa mission. Implanté dans la zone la plus exposée aux raids des guérillas coordonnés par le colonel Milán et de la garde nationale de Jalapa du colonel Camacho, il parvient même, en juin 1863, à occuper temporairement Huatusco, une des bases des guérillas. Le 28 juin 1863, ses hommes mettent en déroute les troupes mexicaines ayant participé à l’assaut de Camerone et Du Pin est considéré par la Légion comme le « vengeur de Camerone ».

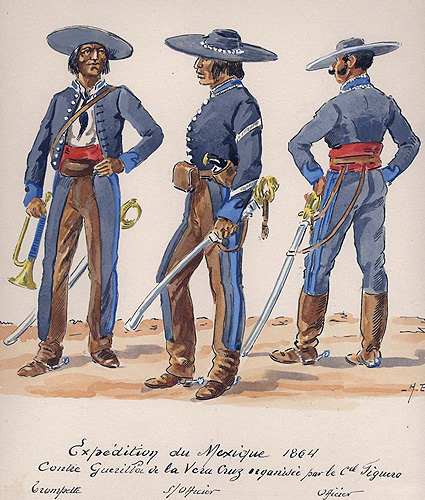
Contre-guérilla - Expédition de Vera Cruz 1864

En décembre 1863 et malgré quelques coups d'éclat comme l'attaque du convoi du colonel Ferrerer, les guérillas mexicaines sont obligées d'abandonner aux troupes françaises ou mexicaines alliées les Terres chaudes de Veracruz.
Auréolé de ces premiers succès, Du Pin est nommé, le 6 avril 1864, gouverneur de Tampico et de la province côtière du Tamaulipas. Le 11 avril, il sort de la ville pour affronter les brigades des généraux Pavon et Carvajal, lesquelles fortes de 1 200 hommes mènent le siège de Temapache (es) tenu par le colonel Llorente et ses 300 mexicains alliés de la France. Bien que faible numériquement, la colonne de contre-guérilla par son arrivée pousse Pavon et Carvajal à lever le siège et à se retrancher dans le village de San Antonio. Le 18 avril, Du Pin déloge par un assaut frontal les mexicains et disperse par la force les deux brigades,. Ce succès lui vaut d'être cité par le général Bazaine pour sa belle attitude au combat de San Antonio.
La région sud du Tamaulipas pacifiée, Du Pin peut achever la réorganisation de sa contre-guérilla dont il parvient à porter l'effectif à 1 000 hommes et plus de 500 irréguliers. Les troupes de Juarez qui craignent sa redoutable efficacité en surnomment les hommes Los diablos colorados (les diables colorés) en raison de la couleur rouge des dolmans des cavaliers du 1er escadron ou Los camiceros colorados (les bouchers colorés).
Deux mois plus tard, Du Pin monte une nouvelle opération contre les guérillas à l'ouest et au nord de Tampico. Il écrase les guérillas du général Casado et du lieutenant-colonel Perez, ainsi que les débris de la brigade Pavon aux ordres du colonel Mascarenas au cours de deux engagements aux Planteadores le 7 juillet 1864 et à Tantima le 30 juillet. En août, celles du Nord subissent le même sort si bien qu'en quatre mois, il parvient à soumettre et à contrôler un territoire de plus de 10 000 kilomètres carrés avec moins de 1 500 hommes grâce à la légèreté de ses colonnes de plus en plus aguerries.
Pour s'éviter la garde de trop nombreux points permanents, Du Pin complète l'organisation de son unité par le recrutement, ou l'organisation, d'unités mexicaines placées sous son commandement, en marge de sa propre contre-guérilla, auxquelles il confie la garde de ses garnisons successives et dont il emmène les meilleurs éléments dans certaines opérations. Ainsi à Tampico en mai 1864, il confie au colonel mexicain Prieto une contre-guérilla locale forte de deux escadrons et de deux compagnies de 123 hommes chacune.
Au grand dam des généraux, il ne dépend que du commandant en chef qui lui a donné carte blanche. S'estimant libre de son action, il rétablit les circuits économiques et contrôle la route commerciale de la partie centrale du Tamaulipas, ce qui gêne considérablement les affaires illicites de certaines sociétés bordelaises, comme des livraisons de poudres et de capsules de fusils. Une première campagne dans la presse française, conduite à partir de l'été 1864 à l'instigation de sociétés de commerce relayant des accusations déjà portées par la presse mexicaine met en cause son action. Localement maître du terrain, jamais inspecté par aucune autorité pendant tout son temps de commandement à Tampico, Du Pin se laisse aller à son penchant naturel pour l'autonomie, ce qui lui attire des jalousies dans le corps expéditionnaire français.

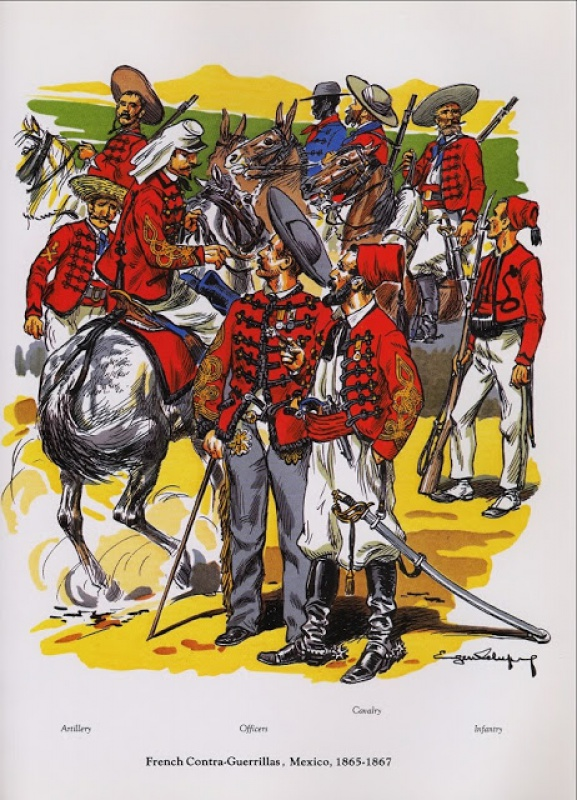
Contre-guérilleros français - Mexique 1865-1867

Il emploie dans sa troupe comme auxiliaires de nombreux Indiens chargés du « nettoyage » et les exactions de son escadron provoquent l’indignation tant des Mexicains que des Français. Certains de ses hommes sont enterrés vivants, la tête seule dépassant, les Mexicains faisant charger leur cavalerie sur eux. Sa bande de soldats-brigands qui lui sont tout dévoués et lui-même avec sa grande barbe, son uniforme mexicano-hongrois éclatant et bizarre et son pistolet dans la ceinture, sont bientôt connus de toute l'armée, et ses colonnes infernales, redoutées des libéraux. Sur les territoires qu'il contrôle, il signe les décrets « gouverneur Charles Du Pin »,.
Ses méthodes sont expéditives. Il multiplie les coups de main, exécute les prisonniers, brûle les villages soupçonnés de connivence avec les juaristes, élimine les civils suspects. Il ne fait pas de quartier et les actes de cruauté ne le rebutent pas. Sa tête est mise à prix pour 100 000 francs, en vain. Dans le même temps, il écrit de tendres lettres à sa nièce qui aurait voulu l'épouser si seulement ses parents y avaient consenti, et il dira lui-même « J'ai fait une guerre atroce ». Mis en cause par l'empereur Maximilien, et par ses pairs, au choix le « monstre des Terres chaudes », le « diable rouge »,, la « hyène de Tamaulipas » ou encore « le tigre des tropiques », est renvoyé en France en avril 1865, et remplacé un temps par le capitaine Ney d'Elchingen. Il est alors commandeur de la Légion d'honneur depuis le 26 décembre 1864.
Une enquête le lave des accusations de détournements de fonds portées contre lui et il revient au Mexique en janvier 1866. Le général Bazaine refuse cette fois de céder à Maximilien, furieux de son retour, et déclare à l'intéressé « Je serais trop heureux d'avoir beaucoup d'officiers de votre trempe ». Mais le conflit entre l'empereur du Mexique et le colonel fait grand bruit, et met en évidence les conditions pénibles et les moyens discutables de l'intervention. Du Pin finit par être remplacé, définitivement cette fois, à la tête de la contre-guérilla par De Galliffet qui ne change pas de méthode.
Mis en disponibilité le 25 mars 1867, il est nommé en récompense, le 16 août suivant, chef d'état-major de la division de cavalerie du 4e corps, puis, le 27 août, chef d'état-major de la 10e division militaire, à Montpellier (Hérault). Usé par ses campagnes et les excès de toutes sortes, il décède avant ses cinquante-quatre ans, célibataire et dans le dénuement, d'une méningite le 3 octobre 1868 à l'Hôtel-Dieu Saint-Éloi de la ville,.
Le général Du Barail, dans Mes Souvenirs, le compare à un « condotiere », c'est-à-dire à un chef de troupes mercenaires. Écrivain,, photographe, savant, mondain et guerrier, une vie privée tumultueuse l'a empêché d'accéder aux plus hautes fonctions militaires.

## Distinction et hommages

### Distinctions

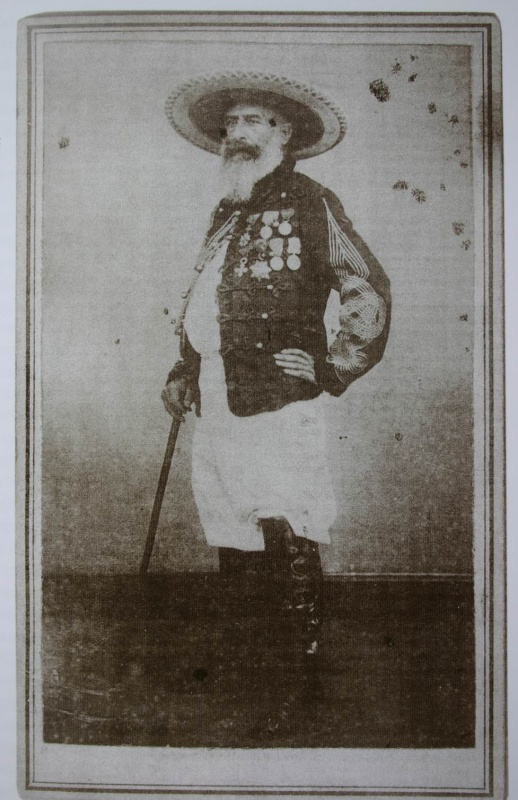
Le colonel Du Pin arborant ses décorations

Il est nommé le 26 décembre 1864 commandeur de l'ordre de la Légion d'honneur à titre militaire et a reçu les décorations étrangères suivantes :
- médaille commémorative de Crimée (Royaume-Uni),
- 4e classe de l'Ordre du Médjidié (Turquie),
- médaille commémorative d'Italie,
- médaille de la Valore Militare (Sardaigne),
- officier de l'Ordre des Saints-Maurice-et-Lazare (Sardaigne).
- médaille commémorative de Chine,
- médaille commémorative du Mexique,

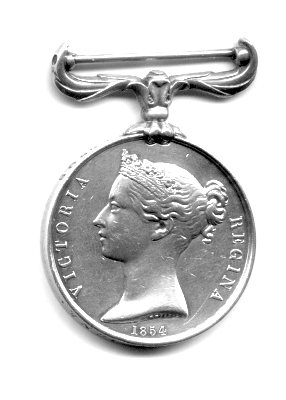
Médaille de Crimée
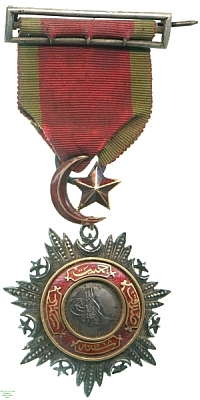
Ordre du Medjidié (Turquie)
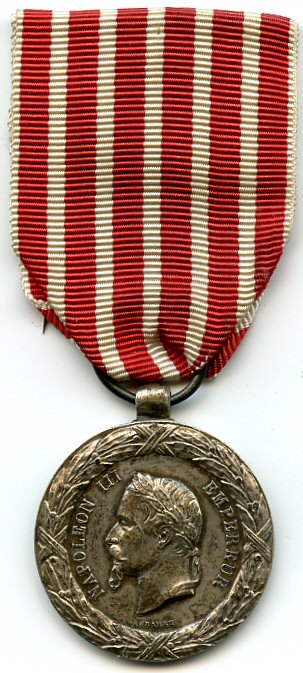
Commémorative d'Italie
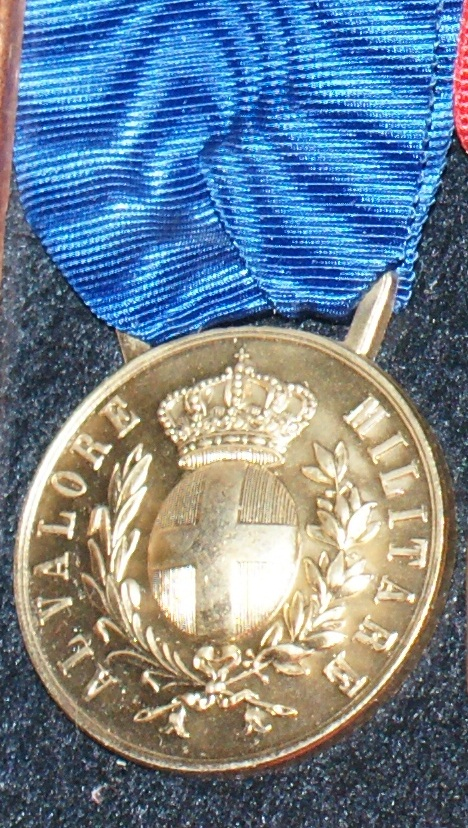
Médaille de la Valore Militare
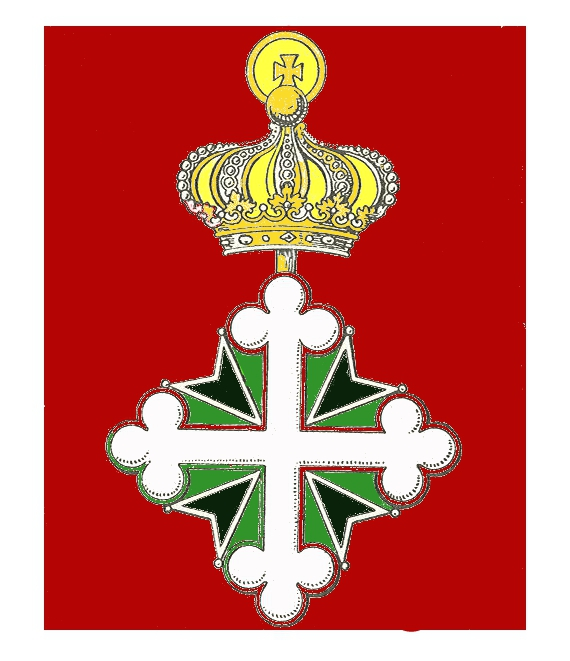
Ordre des saints-Maurice-et-Lazare (Sardaigne)
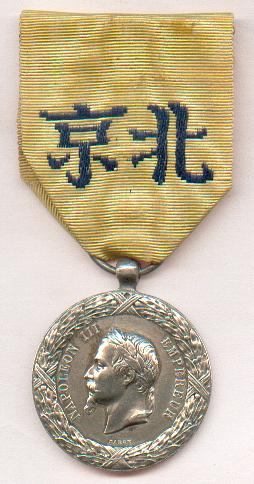
Commémorative de Chine
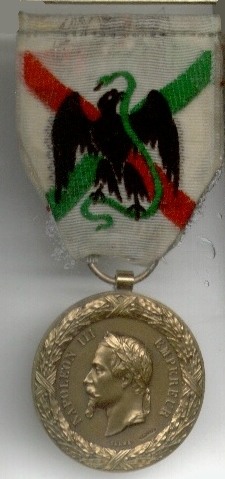
Commémorative du Mexique
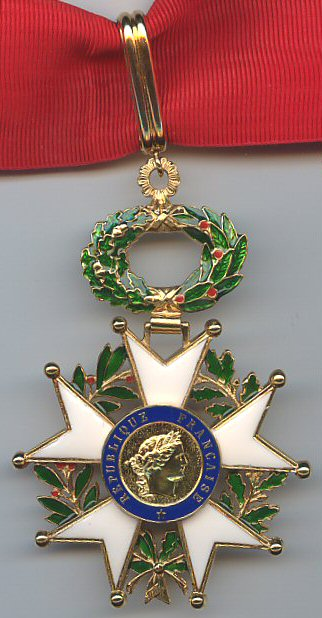
Commandeur de l'ordre de la Légion d'honneur

### Iconographie
- Le colonel d'état-major Dupin, commandant des contre-guérillas au Mexique
- Uniformes de l'aventure mexicaine : contre-guérillas
- Le colonel Dupin

### Vidéos
- Passé-Présent No 38 à 21:00 – la vie de l’intrépide colonel Dupin
- (en) The Contra-Guerillas of Impérial Mexico